# Fiestas de Santa Ana
Las Fiestas de Santa Ana son una celebración en honor a Santa Ana, patrona de la ciudad de Tudela, en la Comunidad Foral de Navarra. La fiesta empieza con el cohete anunciador que se lanza desde la Plaza de los Fueros cada 24 de julio a las 12 horas, finalizando el 30 de julio a las 24 horas con el tradicional "Pobre de Mí".

Un denso y popular programa festivo permite poner en trance a los ciudadanos y visitantes llenando la calle de la música de las charangas de las peñas, protagonistas en gran manera de las fiestas por su presencia y organización de actos específicos.
La feria taurina, la "Gigantada" con la Procesión de Santa Ana y la "Revoltosa" marcan hitos en el transcurrir de la fiesta.

## Actos Destacados

### La Revoltosa
La Revoltosa es un baile tradicional de las fiestas patronales de la ciudad de Tudela. El baile nació de manera espontánea a principios del siglo XX, cuando los jóvenes bailaban alrededor del quiosco de la plaza de los Fueros de la ciudad mientras la banda municipal tocaba, pero ha llegado a convertirse en uno de los actos más populares y genuinos de Tudela y en un emblema de sus fiestas.
La música consistía en un poupurri de jotas, pasadobles y pasacalles, que fue modificándose hasta la versión definitiva de Luis Gil Lasheras, director de la Banda Municipal entre 1922 y 1945, y estrenada en las fiestas de Santa Ana de 1941.
El baile consiste en una danza alrededor del quiosco al ritmo de compases de diferentes ritmos (lentos y rápidos). Tiene una duración aproximada de treinta minutos y no tiene pasos coreográficos concretos, sino que consiste en correr lo más rápido posible con los ritmos rápidos o danzar suavemente durante los lentos. En origen la dirección del baile se invertía con cada cambio de ritmo, produciéndose así el gran “revoltijo” de personas que da origen al nombre, pero debido a las caídas y encontronazos que se originaban el cambio de dirección se eliminó en los años 80 y ahora se baila en una sola dirección.

### Procesiones
Procesión de Santiago: se celebra el 25 de julio en honor al Apóstol Santiago, la salida es a las 9:30 de la mañana desde la Catedral y recorre el casco viejo de la ciudad, lo acompañan los gigantes, cabezudos, txistularis y la banda de música.
Procesión de Santa Ana la Vieja: se celebra al alba del 26 de julio en honor a Santa Ana la Vieja, la salida es a las 6:50 de la mañana desde la Iglesia de la Magdalena y recorre el casco viejo de la ciudad, lo acompañan los gigantes y cabezudos de la ciudad.
Procesión de Nuestra Patrona Santa Ana: se celebra el 26 de julio en honor a Santa Ana, patrona de la ciudad. La salida es a las 11:30 de la mañana desde la Catedral y recorre el casco viejo de la ciudad, lo acompañan la corporación municipal, la Banda de Música de Tudela, gaiteros, txistularis, el Grupo Municipal de Danzas de Tudela y la Comparsa de Gigantes y Cabezudos de Tudela.

### Encierro
Empieza a las 8 de la mañana tras el lanzamiento del cohete de salida y se realiza desde el día 25 al 30 de julio.
El encierro de Tudela no tiene la "fama" del de Pamplona pero es un buen lugar para correr para los interesados en este arte. Hasta la fecha no se ha registrado ningún muerto ni herido grave.
Muchos han intentado que el encierro de Tudela tenga más "emoción", para lo que se ha llegado a estrechar el recorrido y modificar parte del trazado, pero aun así sigue siendo un encierro donde se puede disfrutar de la adrenalina de la carrera sin demasiado peligro. 
Tras el encierro y ya en la plaza de toros se "sueltan" las tradicionales vaquillas, para la distracción de los asistentes, recortadores y corredores.